# Анри Верн
Анри Верн (на френски: Henri Vernes) е белгийски писател.

## Биография и творчество
Анри Верн е роден на 16 октомври 1918 г. в Ат, провинция Ено. Пише приключенски романи с научнофантастични елементи. През 1953 г. създава героя Боб Моран, който става изключително популярен — той е главен герой на повече от 200 романа на Верн.

## Произведения

### Като Анри Верн

#### Самостоятелни романи
- La Porte ouverte, (1942)
- La belle nuit pour un homme mort, (1949)
- Des hommes sur un radeau, (1955)
- Les compagnons de la Flibuste, (1956)
- Les Zombis ou le secret des morts-vivants, (1957)
- Les conquérants de l'Everest, (1953),
- Bob Morane au Québec (2012)
- Mémoires (2012)

#### Серия „Боб Моран“ (Bob Morane)
225 заглавия в периода 1953 – 2011 г.

#### Серия „Héros Luc Dassaut”
1. Bases clandestines (1957)
2. Les rescapés de l'Eldorado (1957)